# Bathylagichthys australis
Bathylagichthys australis is een straalvinnige vissensoort uit de familie van kleinbekken (Bathylagidae). De wetenschappelijke naam van de soort is voor het eerst geldig gepubliceerd in 1990 door Kobyliansky.